# Helene Billgren
Helene Elisabeth Billgren, född Åberg den 1 juni 1952 i Norrköping, är en svensk konstnär och scenograf.
Helene Billgren växte upp i Mölndal och utbildade sig på Valands konsthögskola 1982–1987 och hade sin första separatutställning på Galleri Rotor i Göteborg 1985. 
| ”                  | Kvinnan, hemmet och familjen står i centrum i Helenes konstnärskap. Hon intresserar sig för det vardagliga och hon förvandlar vardagen till konst på sitt eget sätt. Gamla saker och kläder återanvänds till någonting annat, de får ett nytt liv i Helenes konstvärld.....Under senare tid har hon intresserat sig för, och samlat på, mönster, prydnadsföremål och symboler som vi omger oss med kring jul. Hon ändrar, broderar, skriver, tecknar och sätter ihop dem på oväntade sätt. De får en ny funktion, ett nytt utseende och ändrad betydelse. | „ |
| – Ýrr Jónasdóttir, | |   |

Helene Billgren var gift med Ernst Billgren från 1983 till 2012. Hon har tre barn, bland andra Elsa Billgren. Hon var moster till Gabriel Åberg.[källa behövs]

## Offentliga verk i urval
- Lycka till alla, 2002, bemålade hästskor med mera, vägg i Karlstads universitetsbibliotek[9]